# 诺内特河
诺内特河（法語：Nonette，法語發音：[nɔnɛt]）是法国上法兰西大区瓦兹省的河流，是瓦兹河的左支流，全长40.2千米。該河河道坡度较小，河流浊度较高。該河流在埃默农维尔測得的PH值為9.25。